# Власиха (станция, Алтайский край)
Власиха — железнодорожная станция и населённый пункт в Алтайском крае России. Входит в городской округ город Барнаул. Административно подчинена Власихинской сельской администрации Индустриального района города Барнаула. В населённом пункте находится остановочный пункт на Западно-Сибирской железной дороге (ветка Барнаул — Кулунда).

## География
Находится на 12 км ветки Барнаул — Кулунда. На остановочном пункте Власиха осуществляются посадка и высадка на поезда местного и пригородного сообщения. Ежедневно на станции Власиха останавливается поезд, следующий по маршруту Барнаул — Ребриха (туда и в обратном направлении). Поезда дальнего следования на станции не останавливаются
Уличная сеть
На станции находится здание вокзала и 8 домов на одной улице.
Расстояние до
- села Власиха — 2 км.
- Барнаула — 12,5 км[5].

## История
Населённый пункт был основан при железнодорожной ветке Барнаул — Кулунда и появился вместе с ней, когда в 1947 году вновь началось строительство Восточно-Сибирской железной дороги и участков Южно-Сибирской магистрали на двух направлениях: Артышта — Алтайская и Барнаул — Кулунда. Великая Отечественная война приостановила прокладку дороги, но строительство, хотя и в меньшем объёме, продолжалось. Дорога прокладывалась отрезками, участок Барнаул — Кулунда был сдан в эксплуатацию в 1952 году. Полностью линия Барнаул — Кулунда протяжённостью 343 километра была принята в марте 1954 года.

## Население
| 1997 | 1998 | 1999 | 2000 | 2001 | 2002 | 2003 |
| ---- | ---- | ---- | ---- | ---- | ---- | ---- |
| 56   | ↘50  | ↗55  | →55  | ↘53  | ↗78  | ↘72  |
| 2004 | 2005 | 2006 | 2007 | 2008 | 2009 | 2010 |
| ↘62  | ↘59  | →59  | →59  | ↘58  | ↘57  | ↗60  |
| 2011 | 2012 | 2013 |      |      |      |      |
| ↘57  | ↗58  | ↘57  |      |      |      |      |

## Инфраструктура
Основное назначение станции Власиха — беспрепятственное и безопасное следование поездов. Большинство жителей поселка являются работниками, обслуживающими железнодорожный транспорт и его инфраструктуру, а также работают в Барнауле. На станции действует ООО «Сибис»
Возле станции в реликтовом сосновом бору находится детский оздоровительный железнодорожный лагерь. Он был создан ещё в 1959 году, дети размещались в палатках, затем появились деревянные здания. В 1961 году ему присвоено имя Ю. А. Гагарина. В 2016 году лагерь полностью модернизирован, построено 10 новых корпусов, столовая и клуб для детей, капитально отремонтирован спальный корпус.